# Mannstedt
Mannstedt è una frazione del comune tedesco di Buttstädt.

## Storia
Il 1º gennaio 2019 il comune di Mannstedt venne soppresso e aggregato alla città di Buttstädt.